# Карнаухов Сергій Олександрович
Сергі́й Олекса́ндрович Карнау́хов — український паверліфтер та військовик, головний сержант Збройних Сил України, учасник російсько-української війни, що загинув у ході російського вторгнення в Україну в 2022 році. Майстер спорту України міжнародного класу з паверліфтингу..

## Життєпис
Народився 10 листопада 1978 року в м. Дніпро .
Деякий час мешкав у м.Кривий Ріг, в 2020-му році переїхав з родиною до Бердянську на Запоріжжі. Займався спортом, майстер спорту України міжнародного класу з паверліфтингу. Був неодноразовим призером та чемпіоном Всеукраїнських змагань кінця 1990-х — початку 2000-х років. Рекордсмен України, Європи та світу, чемпіон світу серед юніорів 1999 року. 
Строкову військову службу проходив в спортивній роті — захищав честь бригади та країни на спортивних змаганнях. Після анексії Криму прибув до військкомату в м. Дніпрі, де став на облік та залишив свої соціально-демографічні й контактні дані.
24 березня 2014 року, за частковою мобілізацією був призваний до ЗС України та направлений для проходження військової служби до 93 ОМБр. Учасник АТО. Службу проходив в артилерії, на посаді заряджальника САУ. Війна ж для Сергія почалася вже в піхоті: 25 травня 2014 року він був на своєму першому блокпості неподалік від м. Покровська, а незабаром після цього прийняв перший бій. Після бою на 10-му блокпості знову повернувся в артилерію, де почав службу заряджальником, потім став навідником, а згодом — командиром гармати. Залишався ним під час усіх напружених боїв за Донецький аеропорт. 
У перші дні 2015 року знову перейшов до піхоти, згодом домігся переведення до протитанкового взводу. Взяв участь в останньому штурмі аеропорту: гранатометний та протитанковий взводи відправили у Піски, звідкіля вони прикривали штурмувальну атакувальну групу. 
В 2016 році був призначений на посаду старшого офіцера батареї, згодом — командиром батареї. У такому режимі пройшов дві ротації — у Луганській області та під м. Маріуполем.  
З 2019 року знову воював у піхоті: прийняв кулеметний взвод у зоні бойових дій у районі м. Авдіївки. Під час дуелі зі снайпером один із пострілів розбив дерев'яну перекладину посеред амбразури, зрикошетив — і серцевина кулі навиліт пробила його ліву руку. На місце евакуації потрібно було йти близько кілометра, зокрема й через ділянку, що прострілювалася тим же снайпером. Після поранення частково втратив працездатність. Але після лікування й реабілітації став командиром взводу великокаліберних кулеметів. Того ж 2019 року був переведений на нове місце дислокації — на Луганщину. В квітні 2020 року - одружився. 
В 2020 році звільнився зі Збройних Сил України. Влаштувався менеджером на м’ясокомбінаті у м. Бердянську на Запоріжжі, а за пів року дістав керівну посаду. 
Після перших обстрілів міста під час російського вторгнення в Україну, разом з сім'єю виїхав з м. Бердянська до м. Дніпра, де одразу ж вирушив до 93 ОМБр. На той час мав військове звання старшина та був призначений на посаду командира відділення розвідки 93 ОМБр. Разом із підрозділом брав участь у бойових діях на межі Харківської та Сумської областей, у районі м. Балаклії та м. Ізюму на Харківщині. 
27 травня 2022 року помер від поранення в голову внаслідок масованого ворожого обстрілу поблизу с. Дібрівного в Харківській області
Похований на Краснопільському цвинтарі у м. Дніпрі.
Залишилася дружина.

## Нагороди
- Орден «За мужність» ІІІ ступеня (31.10.2022, посмертно)— за особисту мужність і самовіддані дії, виявлені у захисті державного суверенітету та територіальної цілісності України, вірність військовій присязі[5]
- Медаль «За військову службу Україні» (01.11.2017) — за особисту мужність і високий професіоналізм, виявлені у захисті державного суверенітету та територіальної цілісності України, вірність військовій присязі[6];
- «Захиснику Вітчизни» (11.02.2020) — за особисту мужність і самовіддані дії, виявлені у захисті державного суверенітету та територіальної цілісності України[7]
- Нагрудний знак «За оборону Донецького аеропорту»
- Нагрудний знак «Знак пошани»
- Нагрудний знак «Ветеран війни» (Україна)
- Нагрудний знак «Учасник АТО»
- Відзнака міського голови м. Івано-Франківська «За честь і звитягу» (посмертно)

## Вшанування пам'яті
23 серпня 2022 року в м.Кривий Ріг на будівлі спортивного клубу "Форест" встановлено меморіальну дошку на честь Героя, який був директором цього закладу за часів спортивної кар'єри.

## Сім'я
Дружина — Аліна Карнаухова. Родом з міста Українськ, яке знаходиться за 40 кілометрів від Донецька. З 2014-го року займалася волонтерством і там зустріла свого чоловіка, який служив у 93-тій окремій механізованій бригаді «Холодний Яр». У 2020-му році одружилася і переїхала з чоловіком в Бердянськ. Обоє працювали на місцевому м'ясокомбінаті: Сергій — менеджером, Аліна — фінансистом. Після початку повномасштабного вторгнення родина Карнаухових покинули квартиру в Бердянську, переїхали в Дніпро. Сергій повернувся до ЗСУ, а Аліна до волонтерства.
27 травня 2022 року Сергій загинув, Аліна долучилася до ЗСУ через 3 місяці. У перші місяці після загибелі чоловіка стала співзасновницею спільноти для дружин загиблих героїв «Ми разом». Також стала співзасновницеюя власної громадської організації «Жива». У війську служить фінансистом.

## Дивіться також
- Список українських спортсменів, тренерів і функціонерів, що загинули під час Революції гідності чи внаслідок російської агресії в Україні